# Straßenbahn Pjöngjang
Die Straßenbahn Pjöngjang ist eine elektrische Straßenbahn in Pjöngjang, der Hauptstadt von Nordkorea.
Straßenbahnen sind Teil des ÖPNV-Netzes und erschließen diejenigen Teile der Stadt, die nicht mit der Metro oder dem dortigen Oberleitungsbus zu erreichen sind. Dem ÖPNV kommt eine Schlüsselrolle zu, weil es in Nordkorea kaum private Autos gibt.

## Geschichte

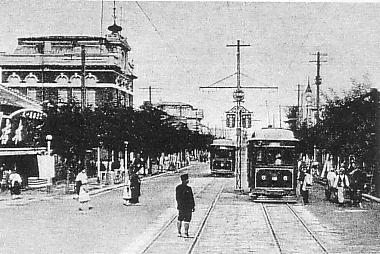
Straßenbahn in der japanischen Kolonialzeit

Die Anfänge des Straßenbahnnetzes in Pjöngjang gehen zurück auf die Zeit, in der Korea eine Kolonie Japans war. Im September 1905 wurde die Gesellschaft gegründet, die eine zweigleisige Strecke vom Bahnhof in die Stadt baute. Die 24 Wagen für je vier Personen wurden von Menschen (Kuli-Bahn) geschoben. Die Fahrgastzahlen lagen 1911 bei etwa 90.000, 1912 bei rund 80.000 und etwa 75.000 im Jahr 1913. Im Jahr 1914 bestand eine etwa zwei Kilometer lange Strecke mit einer Spurweite von 610 mm.
Im Jahr 1922 wurde die erste elektrische Straßenbahn anstelle der bisher verwendeten handbetriebenen Straßenbahn in Betrieb genommen. Die erste zweigleisige Strecke, ausgehend vom Bahnhof, wurde vom April bis zum 12. Juli 1922 gebaut. Ein weiterer Ausbau erfolgte 1925 und 1927.

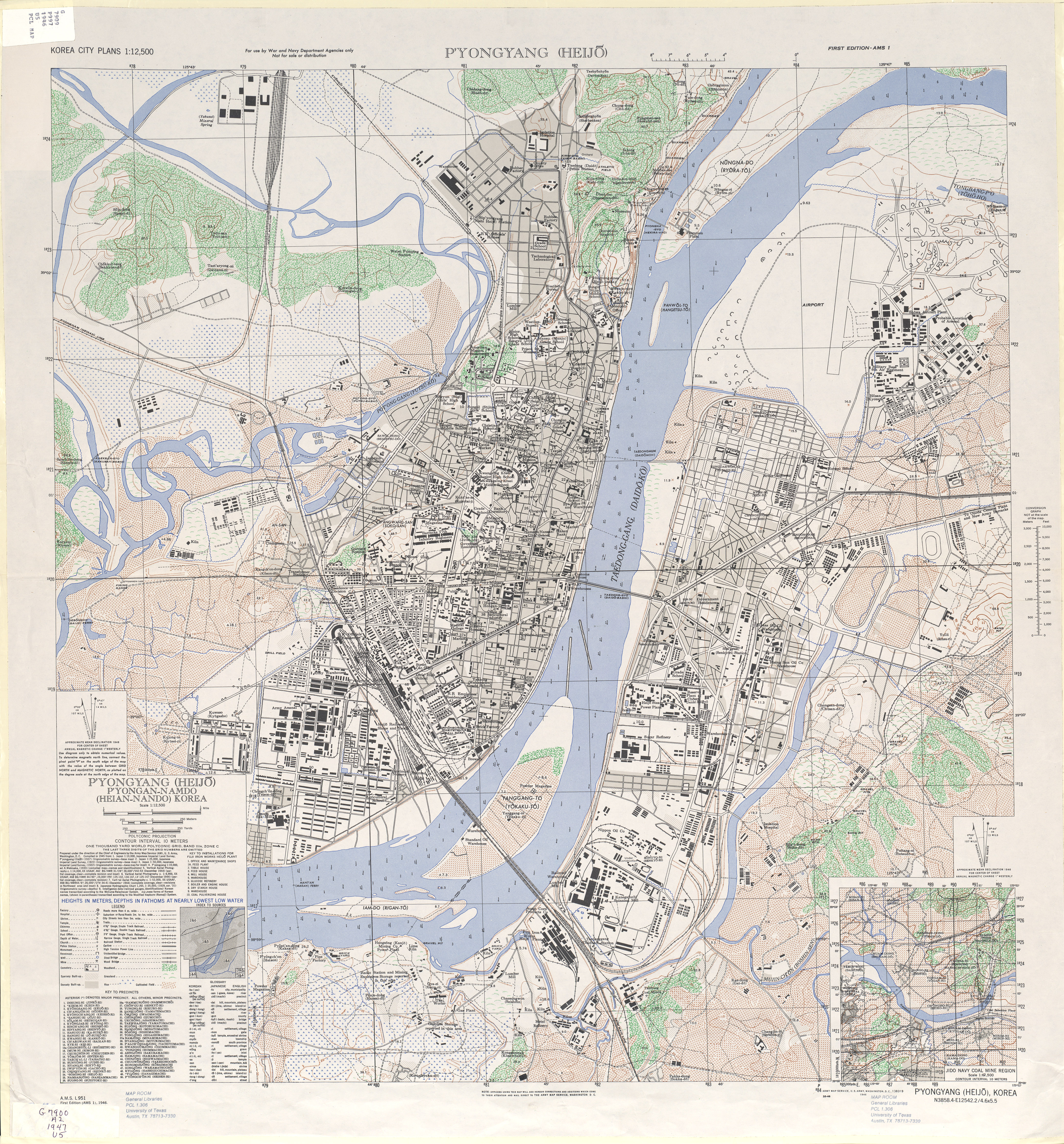
Karte Pjöngjangs kurz nach der Unabhängigkeit von Japan. Zu sehen sind die während der Kolonialzeit entstandenen Straßenbahnlinien im Endausbau. Angegeben sind die koreanischen und dahinter in Klammern die japanischen Namen.

Nach dem Koreakrieg wurde der Straßenbahnbetrieb wegen starker Zerstörungen aufgegeben. Da Nordkorea Erdöl importieren muss und die Treibstoffe bevorzugt dem Militär zugewiesen wurden, setzte Pjöngjang auf die elektrisch betriebenen Verkehrsmittel U-Bahn und O-Bus. Als die Kapazitäten der O-Busse nicht mehr ausreichten, entschloss sich die Stadtverwaltung, wieder ein Straßenbahnnetz einzurichten.
Die feierliche Eröffnung der ersten neuen Straßenbahnlinie (Songsin–Man’gyŏngdae) fand am 15. April 1991, dem 79. Geburtstag von Kim Il-sung, statt. Drei Tage später wurde sie für die Allgemeinheit geöffnet. Im Jahr 1992 kam eine zweite Linie (T’osŏng–Rangrang–Munsu) hinzu. Diese beiden sind normalspurig.
Die vierte Linie Kŭmsusan ging 1996 in Betrieb. Ihre Spurweite beträgt 1000 mm, im Gegensatz zu anderen mit 1435 mm. Sie ist hauptsächlich für Touristen gedacht und verbindet die U-Bahn-Station Samhung mit dem Mausoleum von Kim Il-sung und ist mit dem Normalspurnetz nicht verbunden. Die Wagen für diese kostenlos nutzbare Verbindung wurden in der Schweiz hergestellt.
Ende der 1990er Jahre kam es aus Mangel an Brennstoff und wegen des desolaten Zustands der Elektrizitätsversorgung zu Stromabschaltungen, von denen auch die Straßenbahn betroffen war. In den letzten Jahren hat sich diese Situation gebessert.
2003 musste wegen des schlechten Zustands der Brücke über den Taedong der Abschnitt P’yŏngyang-yŏk – Songsin der Linie 1 stillgelegt werden. Dieser wurde 2015 zu einer Linie des Oberleitungsbus Pjöngjang umfunktioniert.
Am 7. August 2008 kollidierten vier Straßenbahnzüge miteinander, wobei rund 400 Schüler verletzt wurden.

## Streckennetz
Derzeit werden vier Linien betrieben:
- Linie 1: P’yŏngyang-yŏk (평양역; 平壤驛) – Man’gyŏngdae (만경대; 萬景臺)
- Linie 2: T’osŏng (토성; 土城) – Rangrang (락랑; 樂浪) – Munsu (문수; 紋繡)
- Linie 3: Sŏp’yŏngyang (서평양; 西平壤) – Rangrang (락랑; 樂浪)
- Kŭmsusan-Linie: Samhŭng (삼흥역) – Kumsusan-Palast der Sonne (금수산기념궁전; 錦繡山記念宮殿)

Die erste Ziffer der Seriennummern der Straßenbahn kennzeichnet die Linie (Route). Die Zahl auf einer Plastik-Platte, die im Fenster des Straßenbahnwagens hängt, zeigt an, dass der Wagen nur an gleich nummerierten Haltestellen hält.
Das System gilt als chronisch überlastet, die Hauptverkehrszeit ist von etwa 6:00 Uhr bis 8:30 Uhr.

## Tarif
Seit 2006 beträgt der Fahrpreis 5 nordkoreanische Won pro Strecke. Es sind auch Coupon-Tickets (시내 차표; 市內 車票; sinae ch’ap’yo) verfügbar. Die Tickets sind in Geschäften erhältlich und auch für Omnibus, Oberleitungsbus und Metro gültig. Sie kosten umgerechnet weniger als einen Eurocent und müssen beim Fahrtantritt in eine Zahlbox geworfen werden.

## Fahrzeuge

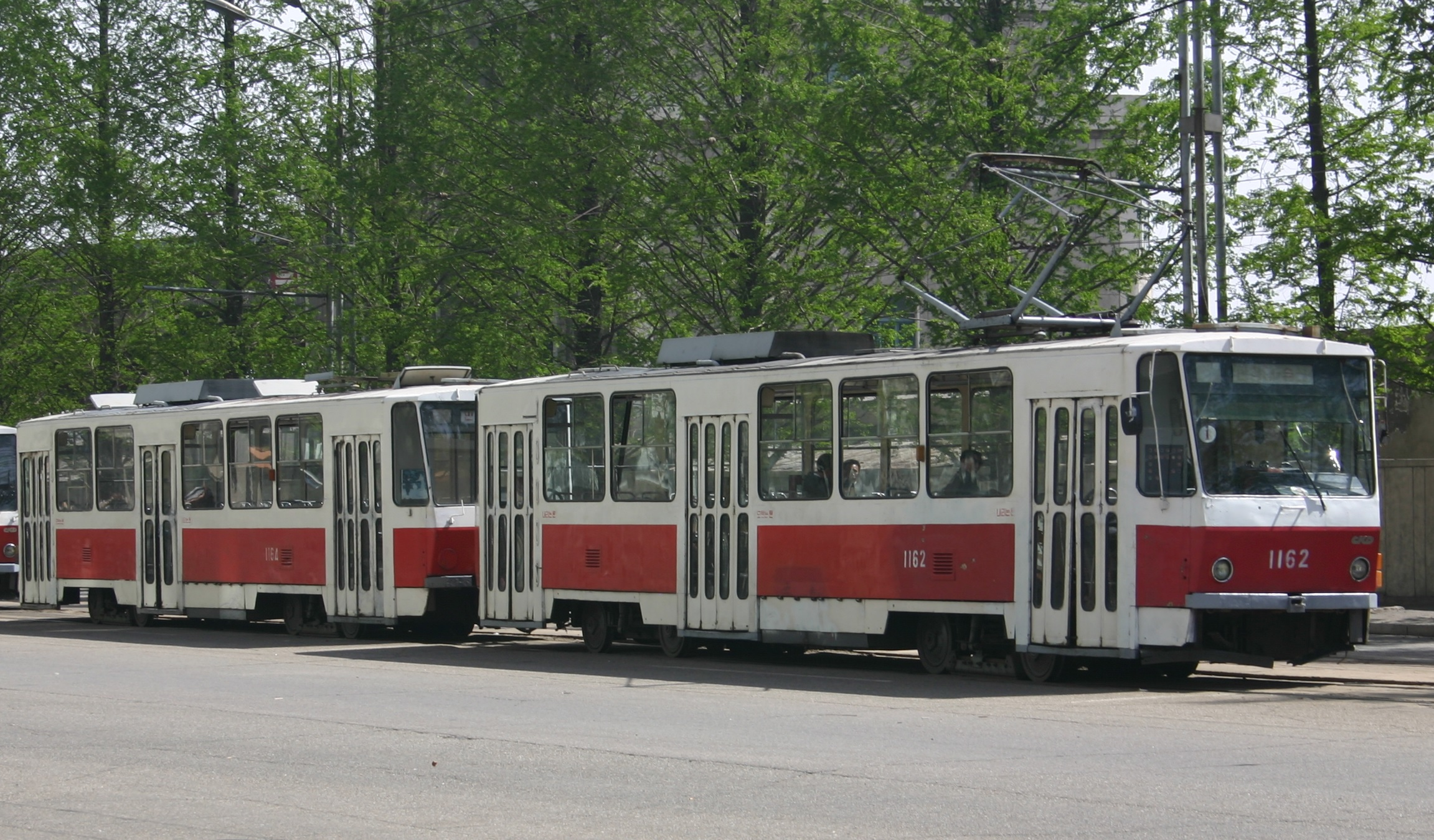
Tatra-Wagen Typ T6B5K

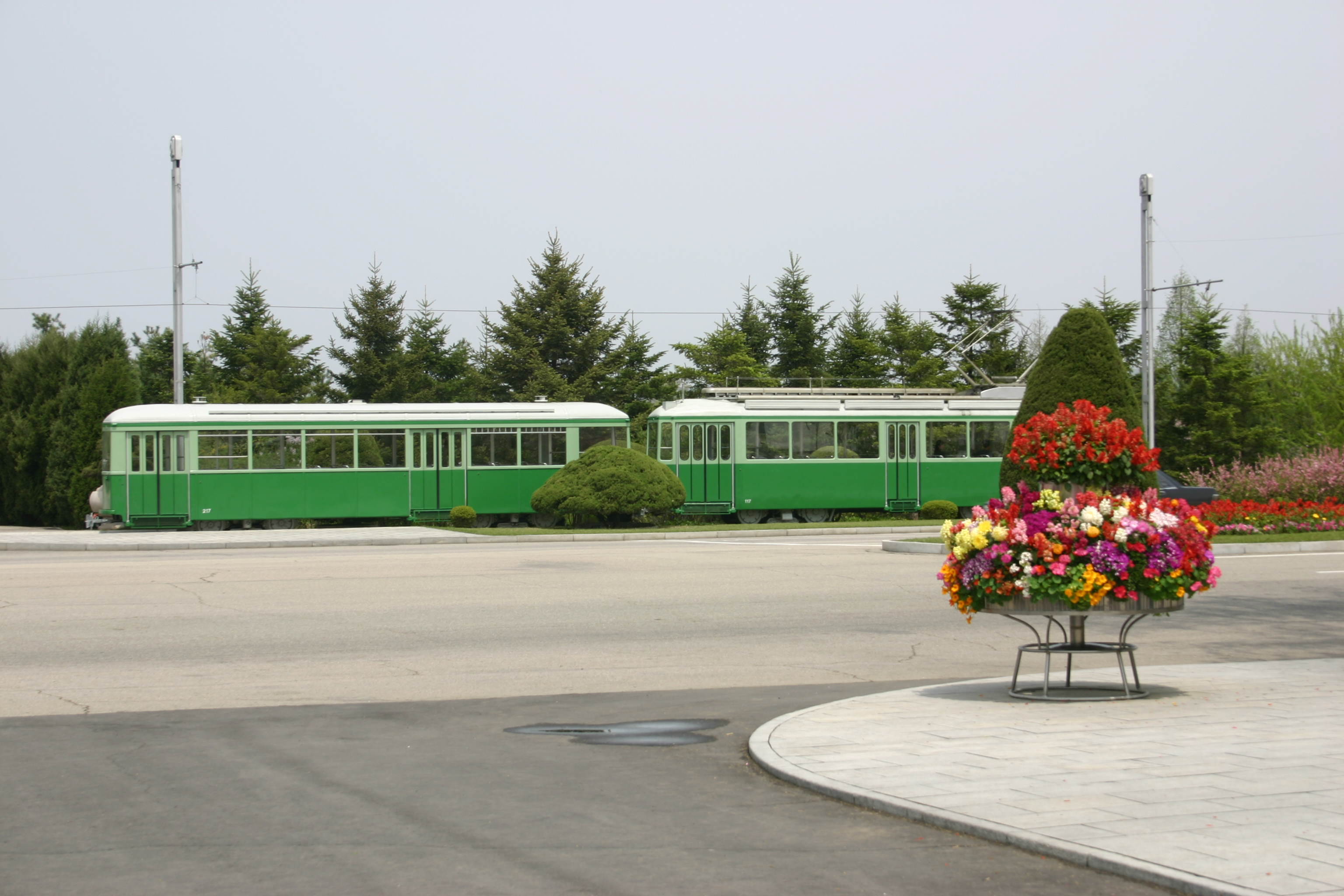
Ein Schweizer Standardzug auf der Linie 3

In Pjöngjang gibt es drei Depots für die Fahrzeuge der Straßenbahn. Ab Beginn des Betriebs wurden vorerst tschechoslowakische Tatra-Wagen der Typen T6B5K und KT8D5K sowie aus China importierte – dem Tatra KT4 ähnliche – Kurzgelenkwagen eingesetzt. Später wurden einige der Kurzgelenkwagen, die als Shenyang ST4 bekannt sind, in Großraumwagen umgebaut.
In den Jahren 1996 bis 1998 wurden auch über 100 gebrauchte Straßenbahnwagen des Typs Tatra T4D gekauft, die vorher in Dresden, Magdeburg und Leipzig eingesetzt worden waren. Ebenfalls von 1997 bis 1999 wurden 168 U-Bahn-Wagen der Baureihen GI und D aus Berlin für die Metro beschafft.
Auf der Kŭmsusan-Linie sind meterspurige Schweizer Standardwagen des Untertyps Ib in Verwendung, die von der Straßenbahn Zürich stammen.

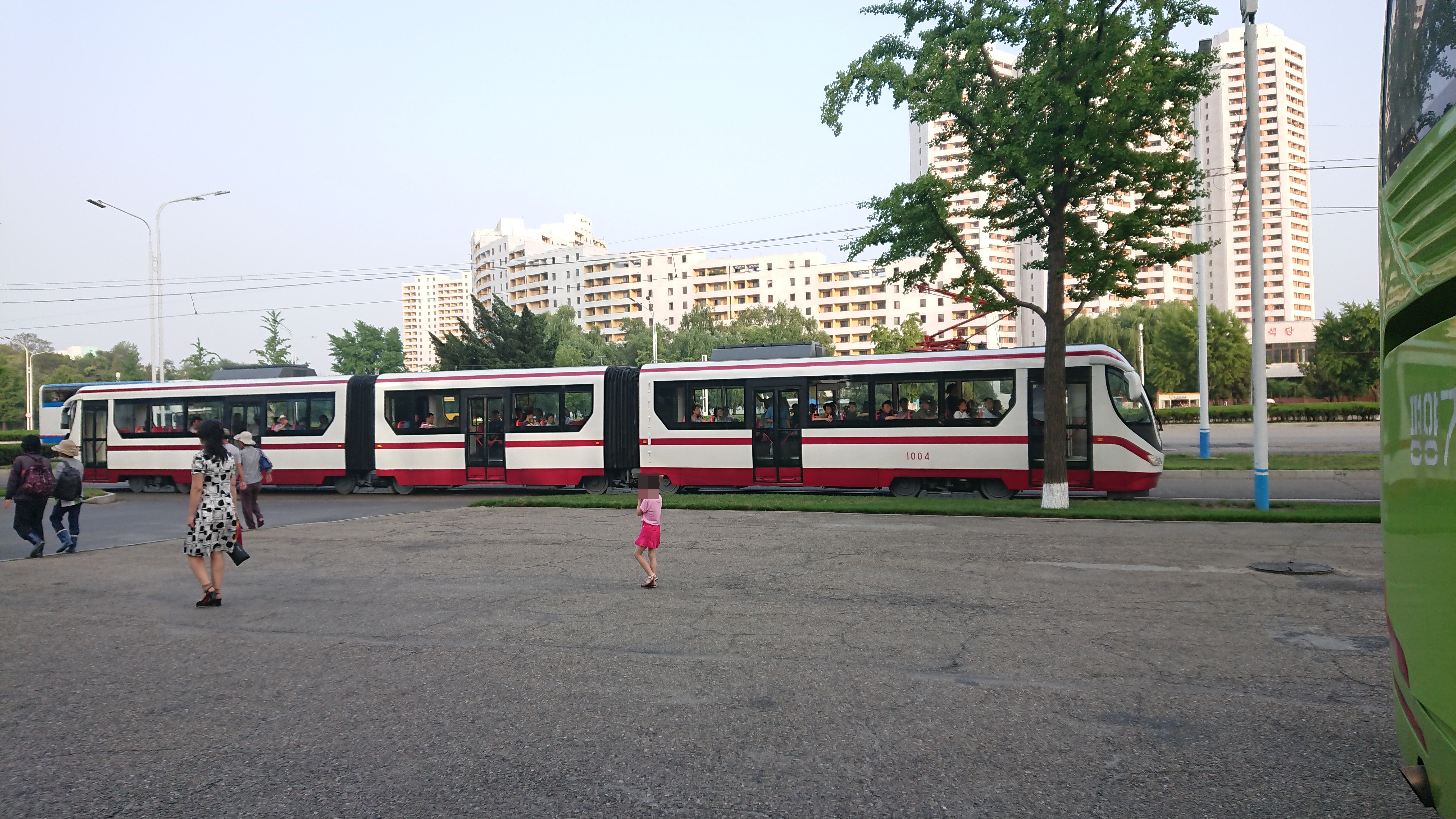
Tongil 181 im Linienbetrieb

Seit August 2018 werden Fahrzeuge des Typs "Tongil 181" im Streckennetz eingesetzt. Sie fassen 300 Personen. Es werden insgesamt 17 Fahrzeuge, die eine modernisierte Variante des KT8D5K darstellen, eingesetzt.